# Directors TV
『Directors TV』（ディレクターズ ティーヴィー）はテレビ朝日系列で2010年に放送された、交通をテーマにしたバラエティ番組である。

## 概要
- テレビ朝日のディレクターが今までなかなか撮影が許されていなかった場所（例：鉄道車両の製造工場、鉄道会社の輸送指令所など）に潜入取材を敢行し、意外と知らない数多くの疑問を徹底調査する番組である。鉄道や道路、空港など乗り物のインフラに関する内部の取材や調査に特化していた。
- 番組の特徴として、全編をVTRとナレーションのみで構成しており、司会者やゲストなどによるスタジオでのトークやタレントなどのレポートといったバラエティにある演出を一切行っていない。
- 2010年12月1日に、第1回 - 第3回の再編集版とテレビ未放映の映像を加えたDVD（全2巻）が発売された。1巻が「東京メトロの意外と知らないコト」、2巻が「空港・高速道路・鉄道の意外と知らないコト」というタイトルになる。

## ナレーション
- 立木文彦
- 武田広

## スタッフ
- ゼネラルプロデューサー：寺田伸也
- プロデューサー：栗井淳
- 構成：樋口卓治
- 製作著作：テレビ朝日

## 放送日・視聴率
| 01                                       | 2010年01月09日 | - 東京メトロ - 小田急・ロマンスカー - 羽田空港・成田空港 - JR山手線                                        | 11.6% |
| 02                                       | 2010年03月21日 | - 東北新幹線E5系 - 地方鉄道・海外に転属した車両 - 首都高速・横浜ベイブリッジ・東京湾アクアライン           | 9.8%  |
| 03                                       | 2010年09月11日 | - 東京メトロ - スカイライナー - East i                                                                     | 8.0%  |
| 特別編                                   | 2010年012月4日 | - 鉄道ファンが選んだ見たいテーマBESTランキング - DVDのみどころ （関東ローカル。ABCでは12月26日深夜に放送） | 2.1%  |
| 視聴率は関東地区・ビデオリサーチ社調べ。 |                | |       |

- ちなみに2010年5月16日（日曜ワイド枠）に第1回が再放送されたが、その時の平均視聴率は8.8%を記録した。